# Pellizzano
Pellizzano är en ort och kommun i provinsen Trento i regionen Trentino-Sydtyrolen i Italien. Kommunen hade 784 invånare (2018).